# Vickleby socken
Vickleby socken på Öland ingick i Algutsrums härad, ingår sedan 1971 i Mörbylånga kommun och motsvarar från 2016 Vickleby distrikt i Kalmar län.
Socknens areal är 38,98 kvadratkilometer, allt land. År 2000 fanns här 558 invånare. Tätorten och kyrkbyn Vickleby med sockenkyrkan Vickleby kyrka ligger i socknen. 

## Administrativ historik
Vickley sockens första stenkyrka byggdes omkring 1100. I skriftliga källor omtalas socknen första gången i ett odaterat brev från omkring 1320 och ett daterat från 1346.
Byn Stora Frö i Vickelby socken tillhörde fram till omkring 1720 Hulterstads härad.
Vid kommunreformen 1862 övergick socknens ansvar för de kyrkliga frågorna till Vickleby församling och för de borgerliga frågorna till Vickleby landskommun. Denna senare inkorporerades 1952 i Mörbylånga landskommun och uppgick 1971 i Mörbylånga kommun. Församlingen uppgick 2006 i Resmo-Vickleby församling.
1 januari 2016 inrättades distriktet Vickleby, med samma omfattning som församlingen hade 1999/2000.  
Socknen har tillhört samma fögderier och domsagor som Algutsrums härad. De indelta båtsmännen tillhörde 2:a Ölands båtsmankompani.

## Geografi
Vickleby socken ligger vid västra kusten av Öland norr om Mörbylånga. Socknen består av bördig jord på kustremsan nedanför landborgen och alvar ovan denna.

## Fornminnen och fyndplatser

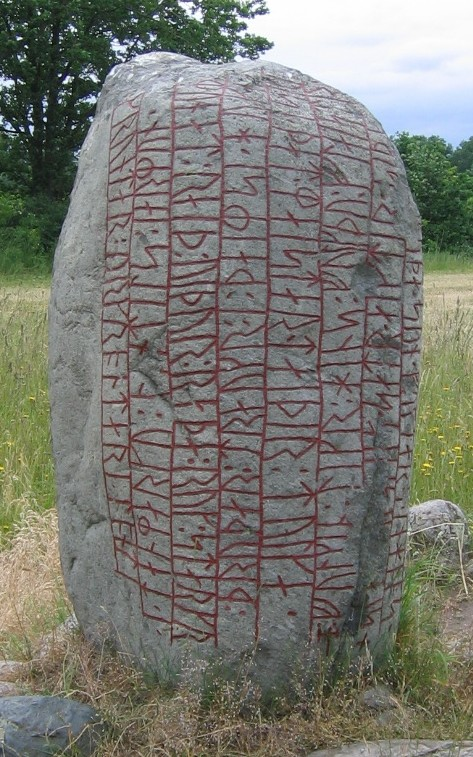
Karlevistenen

Två hällkistor från stenåldern  och sju järnåldersgravfält och domarringar finns här. Vid Karlevi återfinns Karlevistenen som anses vara Ölands märkligaste runristning.
Vickleby är en mycket fyndrik socken, och både såväl depåfynd och gravar som lösfynd har hittats En avsatsyxa av brons, daterad till bronsåldern, har hittats i socknen men all fakta har gått till spillo då den ingick i en privatsamling.
Ett gravfält, bestående av fjorton runda och ovala stensättningar, en rektangulär sådan, fyra resta stenar och sex kantställda kalkstenshällar finns på en igenväxt betesmark och delvis i en trädgård vid Karlevi by, och intill gravfältet lär en gravhög ha stått vilken undersöktes och har gett fynd från vikingatiden, bland annat arabiska mynt, ett filigranornerat hängsmycke av silver samt pärlor av glas, glasfluss, bergkristall, bärnsten och karneol. 
Flera guldfynd har gjorts här. En femryggad fingerring hittades bland annat på en åker vid Karlevi, och på en annan åker har en annan fingerring hittats, båda från folkvandringstid. En guldspiral lagd i tre varv har hittats av en dräng, och en mycket vacker guldring med en Jesusbild från medeltiden hittades vid plöjning på en åker. 
Vid Karlevi finns även ett par gravfält. 
En holkyxa och en spjutspets, båda av järn, hittades på en åker vid Dyemosse. En skafthålsyxa från stenåldern har hittats av en dräng på Vickleby kyrkby.

## Namnet
Namnet (1346 Vekulby), taget från kyrkbyn, består av ett förled som troligen står för vekul besläktat med vika. Efterledet är by, boplats.

## Befolkningsutveckling
| Befolkningsutvecklingen i Vickleby socken 1750–1990                                                      | Befolkningsutvecklingen i Vickleby socken 1750–1990 | Befolkningsutvecklingen i Vickleby socken 1750–1990 | Befolkningsutvecklingen i Vickleby socken 1750–1990 | Befolkningsutvecklingen i Vickleby socken 1750–1990 |
| --- | --------------------------------------------------- | --------------------------------------------------- | --------------------------------------------------- | --------------------------------------------------- |
| |                                                     |                                                     |                                                     |                                                     |
| År |                                                     |                                                     | Folkmängd                                           |                                                     |
| 1750 | 1750                                                |                                                     | 475                                                 |                                                     |
| 1760 | 1760                                                |                                                     | 510                                                 |                                                     |
| 1769 | 1769                                                |                                                     | 557                                                 |                                                     |
| 1780 | 1780                                                |                                                     | 564                                                 |                                                     |
| 1790 | 1790                                                |                                                     | 542                                                 |                                                     |
| 1800 | 1800                                                |                                                     | 607                                                 |                                                     |
| 1810 | 1810                                                |                                                     | 555                                                 |                                                     |
| 1820 | 1820                                                |                                                     | 573                                                 |                                                     |
| 1830 | 1830                                                |                                                     | 595                                                 |                                                     |
| 1840 | 1840                                                |                                                     | 645                                                 |                                                     |
| 1850 | 1850                                                |                                                     | 732                                                 |                                                     |
| 1860 | 1860                                                |                                                     | 811                                                 |                                                     |
| 1870 | 1870                                                |                                                     | 800                                                 |                                                     |
| 1880 | 1880                                                |                                                     | 871                                                 |                                                     |
| 1890 | 1890                                                |                                                     | 776                                                 |                                                     |
| 1900 | 1900                                                |                                                     | 639                                                 |                                                     |
| 1910 | 1910                                                |                                                     | 585                                                 |                                                     |
| 1920 | 1920                                                |                                                     | 622                                                 |                                                     |
| 1930 | 1930                                                |                                                     | 663                                                 |                                                     |
| 1940 | 1940                                                |                                                     | 648                                                 |                                                     |
| 1950 | 1950                                                |                                                     | 592                                                 |                                                     |
| 1960 | 1960                                                |                                                     | 526                                                 |                                                     |
| 1970 | 1970                                                |                                                     | 400                                                 |                                                     |
| 1980 | 1980                                                |                                                     | 413                                                 |                                                     |
| 1990 | 1990                                                |                                                     | 463                                                 |                                                     |
| Anm: Källor: Umeå universitet - Tabellverket 1749-1859, Demografiska databasen, CEDAR, Umeå universitet. |                                                     |                                                     |                                                     |                                                     |

### Fotnoter
1. ↑  Svensk Uppslagsbok
2. 1 2  Harlén, Hans; Harlén Eivy (2003). Sverige från A till Ö: geografisk-historisk uppslagsbok. Stockholm: Kommentus. Libris 9337075. ISBN 91-7345-139-8
3. 1 2  Det medeltida Sverige 4:3 Öland
4. ↑  ”Församlingar”. Statistiska centralbyrån. https://www.scb.se/hitta-statistik/regional-statistik-och-kartor/regionala-indelningar/forsamlingar/. Läst 30 december 2022.
5. ↑  Administrativ historik för Vickleby socken (Klicka på församlingsposten). Källa: Nationella arkivdatabasen, Riksarkivet.
6. 1 2  Sjögren, Otto (1931). Sverige geografisk beskrivning del 2 Östergötlands, Jönköpings, Kronobergs, Kalmar och Gotlands län. Stockholm: Wahlström & Widstrand. Libris 9939
7. 1 2 3  Nationalencyklopedin
8. ↑  Fornlämningar, Statens historiska museum: Vickleby socken
9. ↑  Fornminnesregistret, Riksantikvarieämbetet: Vickleby socken Fornminnen i socknen erhålls på kartan genom att skriva in sockennamn (utan "socken") i "Ange geografiskt område"